# آروید کارلسون
آروید کارلسون (۲۵ ژانویه ۱۹۲۳ – ۲۹ ژوئن ۲۰۱۸) یک نوروفارماکولوژیست سوئدی بود که بیشتر به‌خاطر کار روی دوپامین پیامرسان عصبی و اثر آن روی بیماری پارکینسون شناخته‌شده است. وی در سال ۲۰۰۰ به‌خاطر کار روی دوپامین، به‌همراه اریک کندل و پائول گرینگارد برنده جایزه نوبل فیزیولوژی و پزشکی شد.